# Ричард Бъртън
 Тази статия е за уелския актьор.  За английския изследовател вижте Ричард Франсис Бъртън.  
Ричард Бъртън (на английски: Richard Burton) е британски филмов, театрален и телевизионен актьор, роден през 1925 година, починал през 1984 година.
Със седем номинации за награда „Оскар“, от които шест за главна и една за поддържаща роля, Бъртън е сред най-титулуваните изпълнители на англоезичната кинематография от 1950-те, 1960-те и 1970-те години. Името му излиза на преден план с ролята му във филма „Братовчедката ми Ракел“ (1952) за което получава награда „Златен глобус“ за най-обещаващ дебютант и номинация за Оскар за най-добра поддържаща мъжка роля. Още на следващата година, той вече е сред номинираните за „Оскар“ за главна роля с изпълнението си в библейския епос „Робата“ (1953). В последващите години, Бъртън блести в такива велики класики на кино-изкуството като „Клеопатра“ (1963), „Бекет“ (1964), „Кой се страхува от Вирджиния Улф?“ (1966), „Укротяване на опърничавата“ (1967), „Хилядата дни на Ана“ (1969) и „Еквус“ (1977) за последния от които печели „Златен глобус“ за най-добър актьор в драма.
Широко публично внимание заема партньорството му с голямата звезда Елизабет Тейлър, както на екрана, така и като семейна двойка.

## Биография

### Произход и младежки години
Ричард Бъртън е роден като Ричард Уолтър Дженкинс на 10 ноември 1925 година в селцето Понтридифен, графство Нийт Порт Толбът, Уелс. Той е дванадесетото от тринадесет деца в семейство от работническата класа в провинциален Уелс. Баща му е миньор. Когато е 2-годишен, майка му умира след раждането на тринадесетото дете. Сестра му Сесилия, която е омъжена, го прибира в презвитерианското си семейство в близкия град Порт Толбът. Важно въздействие оказва и брат му Ивор, по-голям с цели 19 години, миньор и играч на ръгби, който управлява семейството със здрава ръка.
В училище Ричард показва завиден талант и афинитет към английската литература, демонстрирайки отлична памет при изучаването на произведенията, въпреки че основният му интерес е насочен към спорта, и по-специално към ръгби, крикет и тенис на маса. В тези години припечелва за джобни пари, разнасяйки съобщения и вестници. Започва да пуши още на 8-годишна възраст, а на 12 вече редовно пие алкохол. Все пак, вдъхновен от учителя си Филип Бъртън, чиято фамилия ще вземе за себе си, той се изявява в училищните драматични представления.
На 16-годишна възраст Ричард напуска училище, за да се хване на работа на пълен ден. Постъпва във военновременния комитет, обработвайки доставки за купонната система. По-късно се присъединява като кадет към военно-тренировъчния корпус в Порт Толбът, където отново среща учителя си Филип Бъртън, който е мобилизиран като командир на същото място. Успоредно с това Ричард се присъединява към младежка драматична група, водена от Лио Лойд, металургичен работник и страстен актьор аматьор, който го обучава на основните неща в актьорското майсторство.
Филип Бъртън, виждайки потенциала на момчето, го кара да се върне в училище, макар и по-голям от останалите, и се захваща интензивно да го подготвя по училищните предмети, както и да развива актьорския му глас. През 1943 година Ричард, вече възприел новата си фамилия Бъртън, е приет в колежа Ексетър към Oксфордския университет за специално шестмесечно обучение.

## Частична филмография
| година | филм                              | оригинално заглавие               | роля                 | бележки |
| ------ | --------------------------------- | --------------------------------- | -------------------- | --- |
| 1952   | Братовчедката ми Ракел            | My Cousin Rachel                  | Филип Ашли           | - награда „Златен глобус“ за най-обещаващ дебютант - номинация за „Оскар“ за поддържаща мъжка роля                                                   |
| 1953   | Робата                            | The Robe                          | Марселъс Галио       | - номинация за „Оскар“ за главна мъжка роля |
| 1955   | Дъждовете на Ранчипур             | The Rains of Ranchipur            | д-р Рама Сафти       | |
| 1956   | Александър Велики                 | Alexander the Great               | Александър Велики    | |
| 1959   | Обърни се с гняв назад            | Look Back in Anger                | Джими Портър         | - номинация за „Златен глобус“ за най-добър актьор в драма                                                                                           |
| 1962   | Най-дългият ден                   | The Longest Day                   | пилот Дейвид Кемпбъл | |
| 1963   | Клеопатра                         | Cleopatra                         | Марк Антоний         | |
| 1964   | Бекет                             | Becket                            | Томас Бекет          | - номинация за „Оскар“ за главна мъжка роля - номинация за „Златен глобус“ за най-добър актьор в драма                                               |
| 1964   | Нощта на игуаната                 | The Night of the Iguana           | Т. Лоурънс Шанън     | |
| 1964   | Хамлет                            | Hamlet                            | Хамлет               | |
| 1965   | Шпионинът, който дойде от студа   | The Spy Who Came in from the Cold | Алек Лемас           | - номинация за „Оскар“ за главна мъжка роля |
| 1966   | Кой се страхува от Вирджиния Улф? | Who's Afraid of Virginia Woolf?   | Джордж               | - награда БАФТА за най-добър британски актьор - номинация за „Оскар“ за главна мъжка роля - номинация за „Златен глобус“ за най-добър актьор в драма |
| 1967   | Комедиантите                      | The Comedians                     | Браун                | |
| 1967   | Укротяване на опърничавата        | The Taming of the Shrew           | Петручо              | - номинация за „Златен глобус“ за най-добър актьор в мюзикъл или комедия                                                                             |
| 1968   | Където дръзват орлите             | Where Eagles Dare                 | майор Джон Смит      | |
| 1969   | Хилядата дни на Ана               | Anne of the Thousand Days         | крал Хенри VIII      | - номинация за „Оскар“ за главна мъжка роля - номинация за „Златен глобус“ за най-добър актьор в драма                                               |
| 1972   | Убийството на Троцки              | The Assassination of Trotsky      | Лев Троцки           | |
| 1977   | Еквус                             | Equus                             | Мартин Дисарт        | - награда „Златен глобус“ за най-добър актьор в драма - номинация за „Оскар“ за главна мъжка роля                                                    |
| 1983   | Вагнер                            | Wagner                            | Рихард Вагнер        | |
| 1984   | 1984                              | Nineteen Eighty-Four              | О'Брайън             | |